# Stockbridge (Vermont)
Stockbridge és una població dels Estats Units a l'estat de Vermont. Segons el cens del 2000 tenia 674 habitants.

## Demografia
Segons el cens del 2000, Stockbridge tenia 674 habitants, 281 habitatges, i 193 famílies. La densitat de població era de 5,6 habitants per km².
Dels 281 habitatges en un 29,9% hi vivien nens de menys de 18 anys, en un 58% hi vivien parelles casades, en un 6,8% dones solteres, i en un 31,3% no eren unitats familiars. En el 22,8% dels habitatges hi vivien persones soles el 9,3% de les quals corresponia a persones de 65 anys o més que vivien soles. El nombre mitjà de persones vivint en cada habitatge era de 2,4 i el nombre mitjà de persones que vivien en cada família era de 2,81.
Per edats la població es repartia de la següent manera: un 22,7% tenia menys de 18 anys, un 5% entre 18 i 24, un 29,2% entre 25 i 44, un 27,4% de 45 a 60 i un 15,6% 65 anys o més.
L'edat mediana era de 41 anys. Per cada 100 dones de 18 o més anys hi havia 100,4 homes.
La renda mediana per habitatge era de 37.292 $ i la renda mediana per família de 44.821 $. Els homes tenien una renda mediana de 30.417 $ mentre que les dones 25.000 $. La renda per capita de la població era de 21.379 $. Entorn del 2% de les famílies i el 5,3% de la població estaven per davall del llindar de pobresa.